# Rotebro
Rotebro uttal (fil) är en kommundel i Sollentuna kommun, Stockholms län och (sedan år 2015) en del av tätorten Upplands Väsby och Sollentuna. Kommundelen är indelad i de namnsatta områdena Rotebro centrum, Rotsunda, Rotsunda gård, Gillbo, Gillberga och Rotebro industriområde.

## Historik

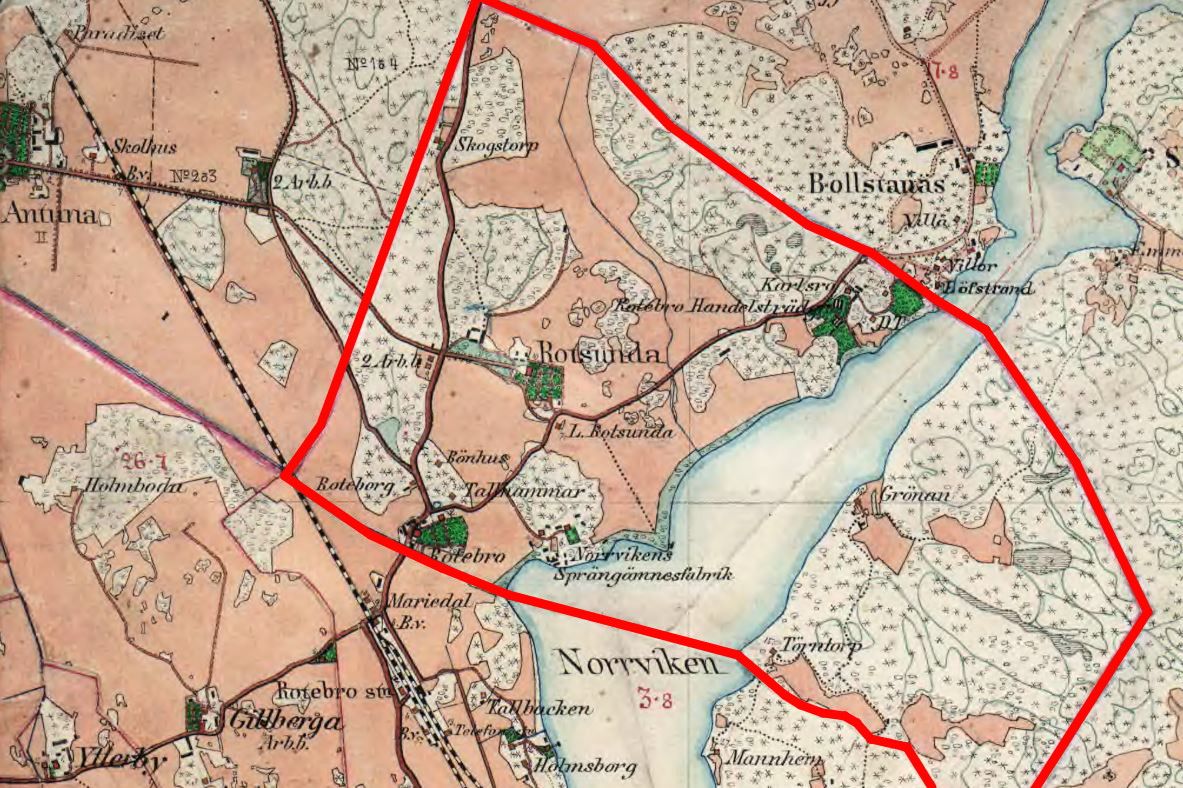
Rotsunda gårds ägor omkring år 1900.

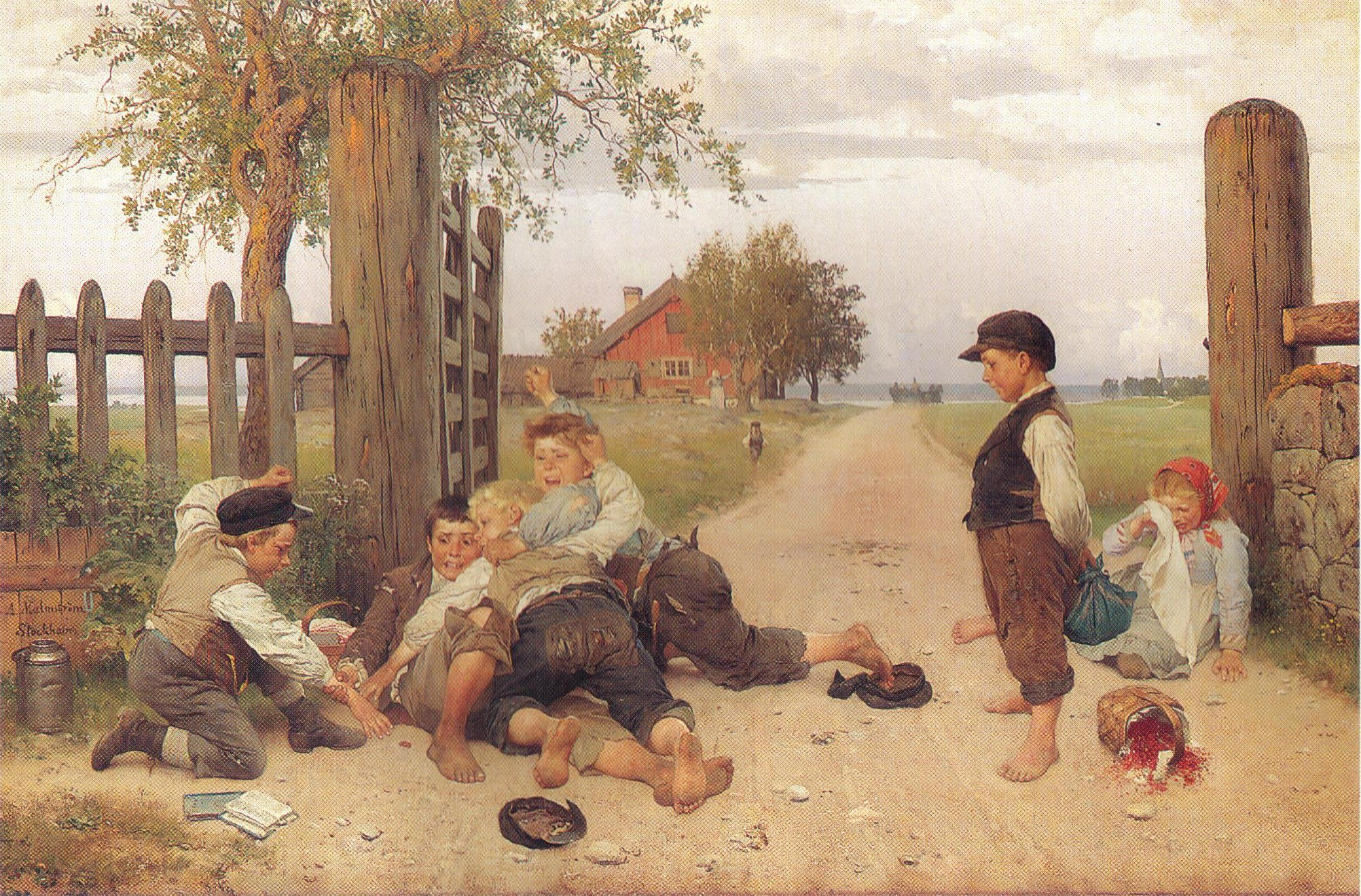
Målningen Grindslanten med Rotebro gästgivargård i bakgrunden.

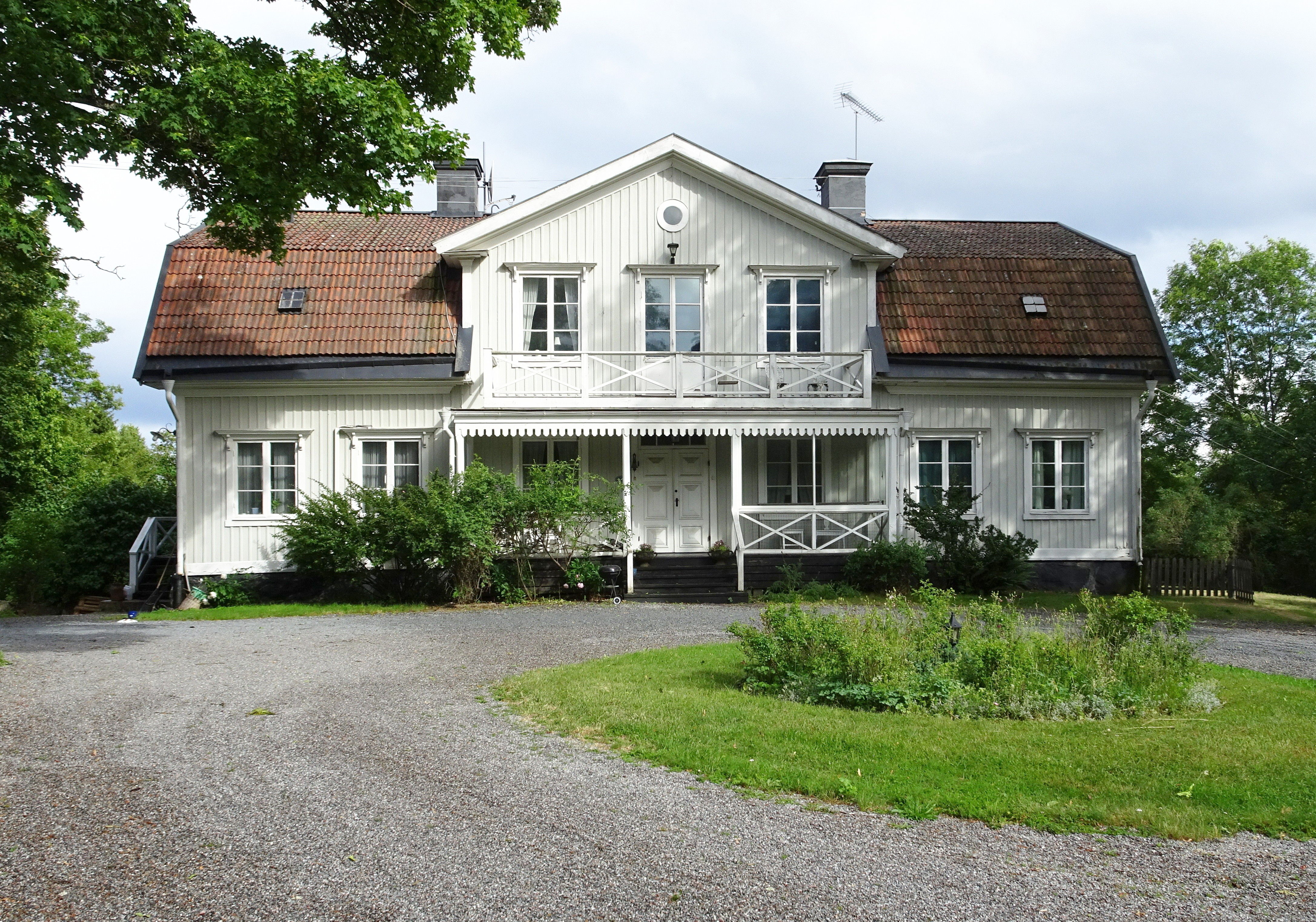
Rotsunda gård, 2018.

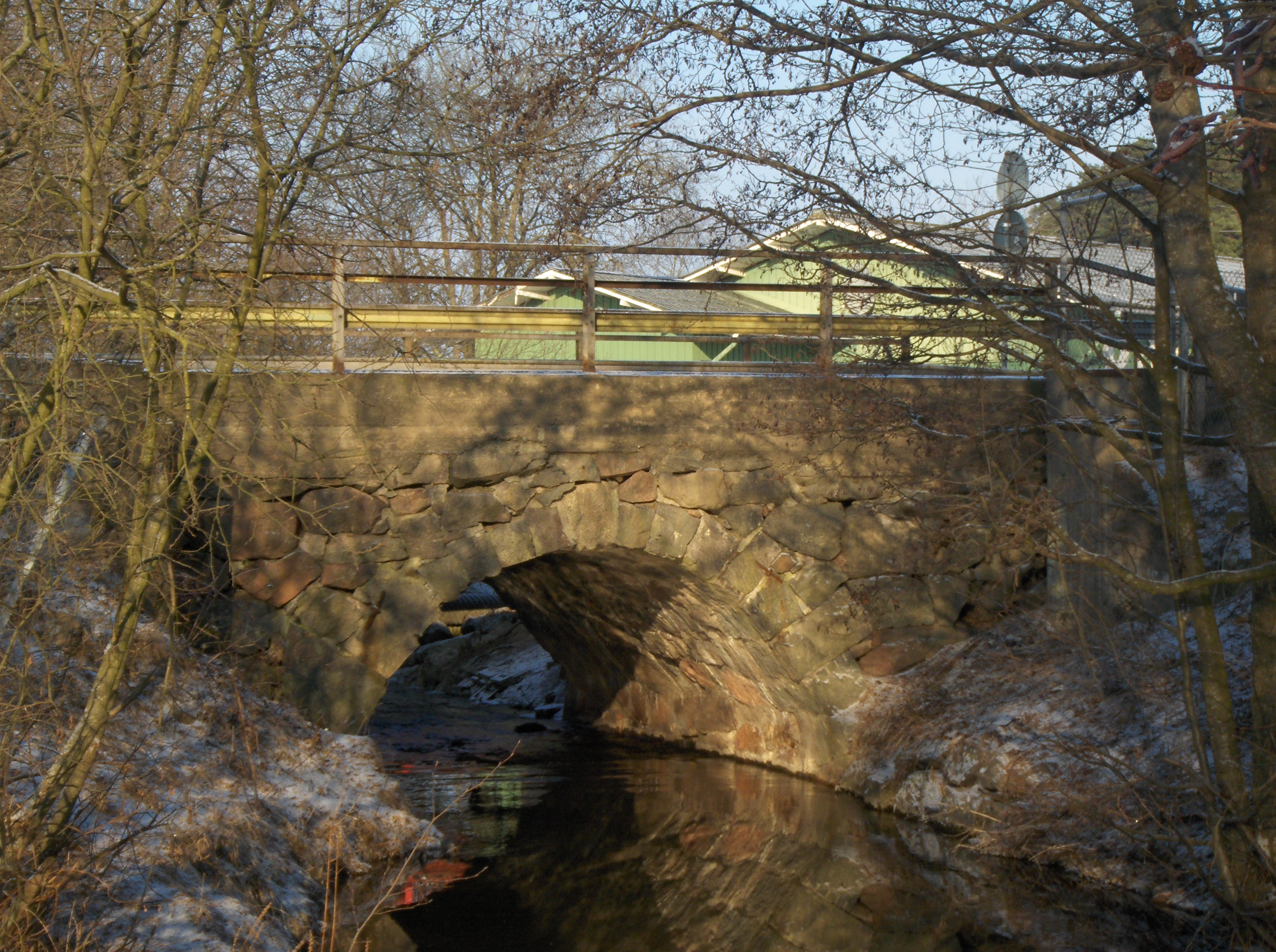
Bron över Edsån i gamla Rotebro. Stenvalvet restes 1854 i samband med att kärret och sundet dikades ut.

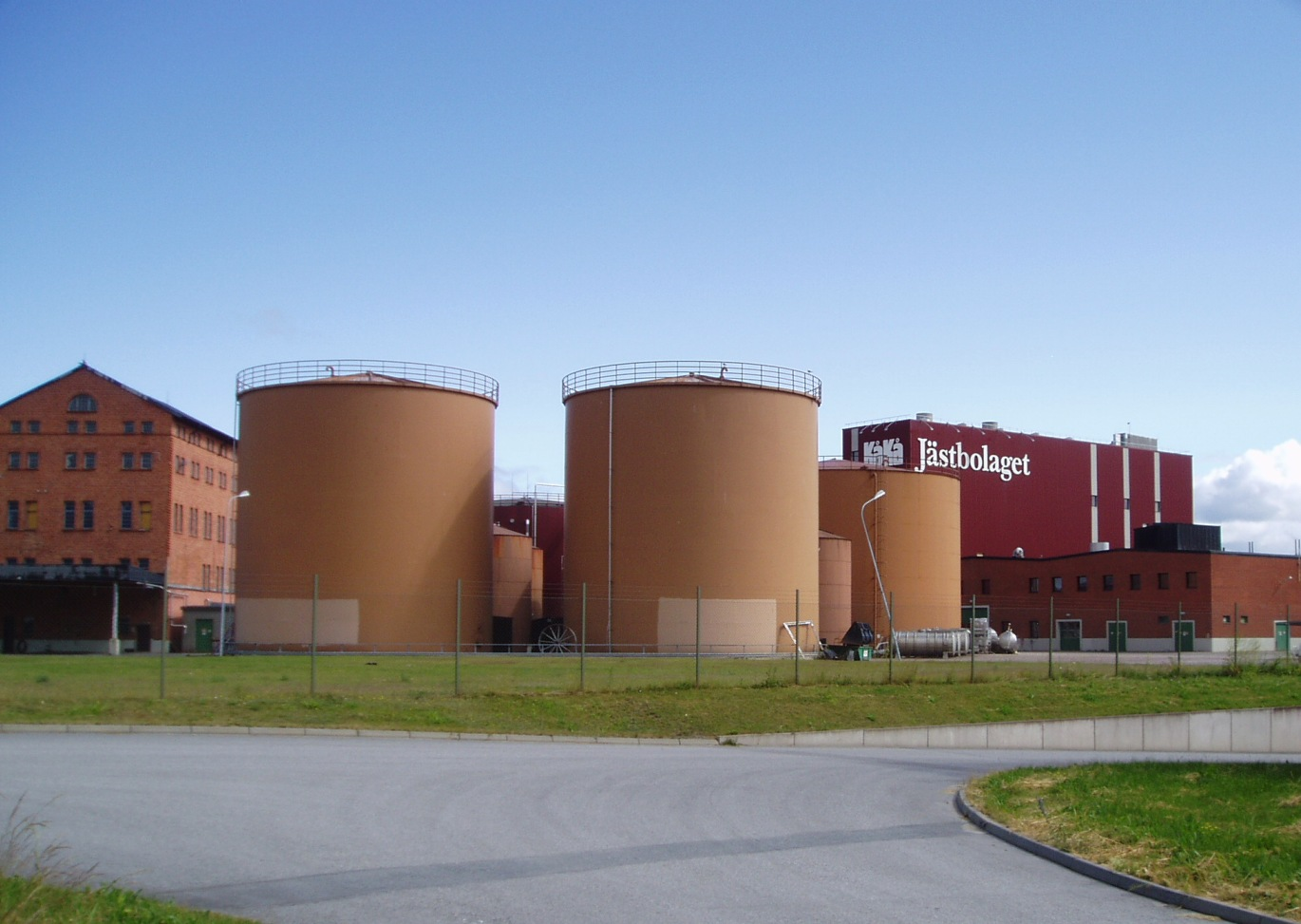
Jästbolaget.

Namnen Rotebro och Rotsunda härrör från att här fanns en bro över ett sund i Jutekärret, numera Edsån. Detta var en samlingsplats vid orostider då den militära "roten" kallades in. Strax norr om ån finns kullen med fornborgen som minner om slaget vid Rotebro, där Sten Sture den äldre stred mot danskarna. 
Ån förbinder Edssjön med sjön Norrviken och är idag en grävd kanal genom det gamla Jutekärret, som torrlades i samband med att Norrviken sänktes i mitten av 1800-talet, för att komma åt åkermark.  
Rotebro omnämns första gången 1464 som Scriptum Rodebro. Rotebro var även namnet på en gästgivaregård i Sollentuna socken som 1647 fick tillstånd av Drottning Kristina att bedriva krog, härbärge och skjuts "för en billig och skälig betalning". Gästgiveriet hörde till Rotsunda gård som då ägdes av landshövdingen Johan Berndes. 
Rotebro gästgivargård låg vid bron över Edsån och intill den viktiga färdvägen mellan Stockholm och Uppsala (dagens Uppsalavägen). Härifrån skjutsades till Kimsta, Märsta, Barkarby, Stockholm och Ås Husby. Rotebro gästgivargård är känd från målningen Grindslanten av August Malmström. På målningen syns den numera försvunna gästgivargården där Malmström bodde under några somrar på 1880-talet. Den 18 september 1971 brann den i vådeld en kort tid efter att kommunen beslutat att bevara den som konsthantverksgård.

## Industrier och arbetsplatser
Jästbolaget flyttade hit på 1890-talet från Alkärret vid Brunnsviken. Tidigare var Wesströms verktygsfabrik vid Norrvikens strand och Goljes gummeringsfabrik på Ebba Brahes Väg samt Norrvikens sprängämnesfabrik viktiga industrier i Rotebro. På 1960-talet utvecklades Rotebro till ett av kommunens största arbetsplatsområden. Då etablerades OBS-varuhuset, Johnson & Johnson och 3M Company. Innan OBS! (numera Coop Extra) öppnade 1967 fanns det ett stort utbud av mindre affärer i Rotebro, som cykelhandel, järnhandel, fiskaffär, kiosk, två sybehörsaffärer, matvaruaffär och skomakare. 

## Samhället
Invid stationen ligger Rotebro centrum, ett bygge från 1970-talet, kompletterat med bostadshus från omkring 2000. Där finns bland annat grillkiosk, livsmedelsbutik, restaurang, musikaffär och tandläkare. Alldeles bakom Centrum ligger Mikaelskolan, Futuraskolan Hertig Karl och Brageskolan (Tal och språkcentrum) i nedlagda Rotebroskolans lokaler. Längre upp i Gillbo finns Gillboskolan sedan början av 1900-talet, under åren utbyggd och idag en av kommunens största skolor.
Tre golfbanor finns: Svartinge Golf AB (endast öppen för medlemmar och deras gäster), Rotebro Golf pay&play och Sollentuna GK:s golfbana. På vintern dras skidspår upp på samtliga tre banor till en sammanlagd längd av cirka 15 kilometer. Idrottsalliansen Rotebro IS har tre underföreningar för respektive fotboll, innebandy och orientering. 
I den norra delen av Rotebro ligger ett bostadsområde som heter Hollywood, med adresserna Hollywoodvägen, Chaplins gränd och Holmbodavägen. Namnet härstammar från den tiden då Svensk Filmindustri hade filmstudio här innan bostadsområdet byggdes. SF har fortfarande sitt arkiv i lokaler i området. 

## Kollektivtrafik
Rotebro har en station på Stockholms pendeltågsnät, se Rotebro station.

## Tidigare tätort
I samband med tätortsavgränsningen 1960 definierades Rotebro som en egen tätort. Sedan 1970 räknades denna som sammanvuxen med Sollentuna.

### Befolkningsutveckling
| Befolkningsutvecklingen i Rotebro 1950–1970                                                | Befolkningsutvecklingen i Rotebro 1950–1970 | Befolkningsutvecklingen i Rotebro 1950–1970 | Befolkningsutvecklingen i Rotebro 1950–1970 | Befolkningsutvecklingen i Rotebro 1950–1970 |
| ------------------------------------------------------------------------------------------ | ------------------------------------------- | ------------------------------------------- | ------------------------------------------- | ------------------------------------------- |
|                                                                                            |                                             |                                             |                                             |                                             |
| År                                                                                         |                                             |                                             | Folkmängd                                   | Areal (ha)                                  |
| 1950                                                                                       | 1950                                        |                                             | 1 808                                       | ##                                          |
| 1960                                                                                       | 1960                                        |                                             | 2 597                                       | 206                                         |
| 1965                                                                                       | 1965                                        |                                             | 3 757                                       | 223                                         |
| Anm.: Sammanväxt år 1970 med Sollentuna. ## Som tätort/befolkningsagglomeration 1920–1950. |                                             |                                             |                                             |                                             |